# شاذلی بن جدید
شاذلی بن جدید (عربی: الشاذلي بن جديد؛ زاده ۱۴ آوریل ۱۹۲۹ – درگذشته ۶ اکتبر ۲۰۱۲) در روستای بوثلجه در شهر الطارف الجزایر به دنیا آمد. وی چهارمین رئیس‌جمهور الجزایر پس از استقلال این کشور در فاصله ۱۹۷۹ تا ۱۹۹۲ بود.

او دوران کودکی و جوانیش را در فضایی که انقلاب الجزایر علیه اشغال فرانسه جریان داشت گذراند و در حالی که ۱۵ سال بیشتر نداشت به صفوف نبرد پیوست.

## پیوستن به انقلاب
بن جدید بعنوان یک افسر در ارتش فرانسه خدمت می‌کرد ولی با شروع جنگ استقلال الجزایر در سال ۱۹۵۴ به جبهه آزادیبخش ملی الجزایر (FLN) پیوست و بخاطر شایستگی‌هایی که داشت به فرماندهی نظامی منطقه وهران در سال ۱۹۶۴ انتخاب شد. او بعد از استقلال مدارج ترقی را طی کرده و در سال ۱۹۶۹ به درجه سرهنگی ارتقاء یافت.

## دوران ریاست جمهوری
بن جدید در فاصله نوامبر ۱۹۷۸ تا فوریه ۱۹۷۹ وزیر دفاع بود و پس از مرگ هواری بومدین در حالی که تصور می‌شد کاندیداهایی مانند عبد العزیز بوتفلیقه یا محمد صالح یحیاوی رئیس‌جمهور شوند، او بریاست جمهوری رسید. بن جدید دخالت دولت در اقتصاد و کنترل امنیتی بر شهروندان را کاهش داد. در اواخر دهه هشتاد (قرن گذشته) و با فروپاشی اقتصاد بخاطر کاهش سریع قیمت نفت، اختلافات بین دو جناح نظام یعنی حامیان سیاست‌های اقتصادی بن جدید از یک طرف و مخالفین سیاست‌های او که خواهان بازگشت به روش پیشین بودند از طرف دیگر بالا گرفت.

بن جدید بعد از این که در ۱۲ فوریه ۱۹۸۴ برای دومین بار در انتخابات ریاست جمهوری پیروز شد تلاش کرد تا شیوه‌های سیاسی و ایدئولوژیک بجا مانده از دوران هواری بومدین را تغییر دهد و این کار را با فاصله گرفتن از شوروی شروع کرد و این فاصله گرفتن را با دیدار از ایالات متحده آمریکا در سال ۱۹۸۵ بعنوان اولین رئیس‌جمهور الجزایر که از آمریکا دیدار می‌کند نشان داد و به این ترتیب نشان داد که سیاستش بر اساس پراگماتیسم (مصلحت گرایی) پایه‌گذاری شده‌است.

در اکتبر ۱۹۸۸ اعتراضات جوانان علیه سیاست‌های بن جدید گسترش یافت و منجر به دخالت و سرکوب وحشیانه این اعتراضات توسط ارتش شد که در جریان آن صدها نفر کشته شدند. بن جدید در تلاشی برای ادامه بقای سیاسی، فراخوان به انتقال به دمکراسی و آزادی احزاب داد. با دخالت ارتش در حمایت از یک حزب علیه حزب دیگر، بن جدید مجبور به استعفا شده و کشور وارد یک جنگ داخلی خونین و طولانی گردید.
بن جدید بعد از ژانویه ۱۹۹۲ از زندگی سیاسی کناره گرفت و در اواخر سال ۲۰۰۸ بن جدید با یک سخنرانی جنجال‌برانگیز در شهر زادگاهش الطارف مجدداً ظاهر شد.

## مرگ
شاذلی بن جدید در سن ۸۳ سالگی در ۶ اکتبر ۲۰۱۲ در بیمارستان نظامی «عین النعجه» در پایتخت الجزایر در اثر بیماری شدید قلبی درگذشت.